# Tarin Kowt
Tarin Kowt é uma cidade do Afeganistão, capital da província de Oruzgan.